# Maria Björnson
Maria Elena Björnson (Parigi, 16 febbraio 1949 – Londra, 13 dicembre 2002) è stata una scenografa e costumista francese naturalizzata britannica.

## Biografia
Maria Bjørnson nacque a Parigi, figlia della rumena Mia Prodan de Kisbunn e del norvegese Bjorn Bjornson, nipote del Premio Nobel Bjørnstjerne Bjørnson. All'età di due anni si trasferì con la madre a Londra, dove studiò al Lycée Français Charles de Gaulle, alla Byam Shaw School of Art e alla Central School of Art and Design. Al termine degli studi fece il suo debutto come costuista e scenografa al Glasgow Citizens' theatre, dove curò l'aspetto visivo di tredici produzioni e si specializzò nel mettere in scena l'opera di Brecht. Successivamente cominciò a curare costui e scenografie per la Welsh National Opera: questo avvicinamento al mondo del melodramma la portò successivamente a lavorare come costumista e scenografe per acclamate produzioni di alto profilo, tra cui La Valchiria (1983) e Carmen (1986) al London Coliseum, Ascesa e caduta della città di Mahagonny a Firenze (1990), Káťa Kabanová alla Royal Opera House nel 1994 e Macbeth al Teatro alla Scala nel 1997.
Dal 1978 aveva cominciato a lavorare anche con la Royal Shakespeare Company, ottenendo grandi successi in particolare con i suoi Sogno di una notte di mezza estate (1981) e La Tempesta (1982). Nel 1986 ottenne il suo più grande successo con il musical di Andrew Lloyd Webber The Phantom of the Opera, per la regia di Harold Prince: disegnò personalmente gli oltre 230 costumi e le ventidue scenografie, di cui è diventato particolarmente celebre il lampadario che ogni sera lievita in aria durante l'overture e crolla sul palco al termine del primo atto. Nel 1988 The Phantom of the Opera debuttò al Majestic Theatre di New York, dove è tuttora in scena dopo oltre trentun anni di repliche: la Bjørnson vinse il Tony Award ai migliori costumi e quello per le migliori scenografie, ed il suo design del musical è spesso citato come una delle principali ragioni del suo straordinario successo internazionale.
Dopo una controversa Bella Addormentata alla Royal Opera House nel 1994, si dedicò nuovamente alla prosa nella stagione dell'Almeida Theatre di Londra nel 1998-1999, disegnando i costumi di attori come Diana Rigg e Cate Blanchett; durante quest'anno furono particolarmente apprezzate le sue scenografie di Fedra e Britannico. Nel 2000 scenografò e disegnò i costumi per una produzione de Il giardino dei ciliegi in scena al Royal National Theatre con Vanessa Redgrave, mentre il suo design per il Don Giovanni della Royal Opera House del 2004 fu accolto freddamente. Al momento della sua morte stava collaborando con Franco Zeffirelli per una produzione di Les Troyens per la Metropolitan Opera House.
Morì improvvisamente nella sua casa di Londra per una crisi epilettica.

## Teatrografia

### Opera e balletto
- La carriera di un libertino, Scottish Opera di Glasgow (1972)
- Káťa Kabanová, Wexford Festival Opera di Wexford (1972)
- Il giocatore, Wexford Festival Opera di Wexford (1973)
- Wozzeck, De Nationale Opera di Amsterdam (1974)
- Tannhäuser, Teatro dell'opera di Sydney (1974)
- La rondine, English Opera Group di Londra (1974)
- Double Bill, English Opera Group di Londra (1974)
- Il flauto magico, Scottish Opera di Glasgow (1974)
- Jenůfa, Welsh National Opera di Cariff (1975)
- Il gallo d'oro, Scottish Opera di Glasgow (1975)
- La dama di picche, Ottoneum di Kassel (1975)
- I maestri cantori di Norimberga, Scottish Opera di Glasgow (1976)
- Il trovatore, Welsh National Theatre di Cardiff (1976)
- Toussaint, English National Opera di Londra (1977)
- Jenufa, Scottish Opera e Houston Grand Opera (1978)
- L'affare Makropulos, Welsh National Opera di Cardiff (1978)
- I maestri cantori di Norimberga, Sydney Opera House (1978)
- Hänsel e Gretel, Scottish Opera di Glasgow (1978)
- Il ratto dal serraglio, Scottish Opera di Glasgow (1978)
- La sposa venduta, Scottish Opera di Glasgow (1978)
- Il gallo d'oro, Scottish Opera di Glasgow (1979)
- Káťa Kabanová, Scottish Opera di Glasgow (1979)
- Don Giovanni, Scottish Opera di Glasgow (1979)
- Ernani, Welsh National Theatre di Cardiff (1979)
- Rigoletto, Opera North di Leeds (1979)
- I racconti di Hoffmann, Royal Opera House di Londra (1980)
- The Cunning Little Vixen, Welsh National Opera di Cardiff (1981)
- La dama di picche, De Nationale Opera di Amsterdam (1981)
- From the House of the Dead, Welsh National Opera di Cardiff (1982)
- Werther, Opera North di Leeds (1983)
- La Valchiria, London Coliseum di Londra (1983)
- Il cavaliere della rosa, Royal Opera House di Londra (1984)
- Donnerstag aus Licht, Royal Opera House di Londra (1985)
- Carmen, English Opera Group di Londra (1986)
- Le nozze di Figaro, Grand Théâtre de Genève di Ginevra (1989)
- Ascesa e caduta della città di Mahagonny, Teatro Verdi di Firenze (1990)
- Così fan tutte, Glyndebourne Festival Opera (1991)
- La bella addormentata, Royal Opera House di Londra (1994)
- Don Giovanni, Batignano Musica nel Chiostro (1994)
- Macbeth, Teatro alla Scala di Milano (1997)
- Don Giovanni, Royal Opera House (2002)

### Prosa e musical
- Le furberie di Scapino, Jeanetta Cochrane Theatre di Londra (1969)
- Piccola Alice, Glasgow's Citizens Theatre di Glasgow (1971)
- Cenerentola, Glasgow's Citizens Theatre di Glasgow (1971)
- Tre sorelle, Glasgow's Citizens Theatre di Glasgow (1971)
- Vita di Galileo, Glasgow's Citizens Theatre di Glasgow (1971)
- Re Lear, Glasgow's Citizens Theatre di Glasgow (1972)
- Timone d'Atene, Glasgow's Citizens Theatre di Glasgow (1972)
- L'opera da tre soldi, Glasgow's Citizens Theatre di Glasgow (1972)
- Il gatto con gli stivali, Glasgow's Citizens Theatre di Glasgow (1972)
- In the Jungle of the Cities, Glasgow's Citizens Theatre di Glasgow (1972)
- Il crogiuolo, Glasgow's Citizens Theatre di Glasgow (1972)
- Antonio e Cleopatra, Bankside Globe di Londra (1974)
- The Sons of Light, Newcastle (1976)
- La scuola della maldicenza, Watford Palace Theatre di Watford (1976)
- Hedda Gabler, Duke of York's Theatre di Londra (1977)
- Vieux Carré, Piccadilly Theatre di Londra (1978)
- La via del mondo, Aldwych Theatre di Londra (1978)
- Sogno di una notte di mezza estate, Royal Shakespeare Company (1981)
- La tempesta, Royal Shakespeare Company a Stratford (1982)
- Amleto, Royal Shakespeare Company a Stratford (1984)
- Camille, Royal Shakespeare Company a Stratford (1984)
- The Lonely Road, Old Vic di Londra (1985)
- The Phantom of the Opera, His Majesty's Theatre di Londra (1986)
- Follies, Shaftesbury Theatre di Londra (1987)
- The Phantom of the Opera, Majestic Theatre di Broadway (1988)
- Aspects of Love, Prince of Wales Theatre di Londra (1987)
- Misura per misura, Royal Shakespeare Company, Young Vic di Londra (1991)
- The Blue Angel, Royal Shakespeare Company e Young Vic di Londra (1991)
- Lulu, Almeida Theatre di Londra (1992)
- Britannico, Almeida Theatre di Londra (1998)
- Fedra, Almeida Theatre di Londra (1999)
- Plenty, Almeida Theatre di Londra (1999)
- Il giardino dei ciliegi, Royal National Theatre di Londra (2000)
- La gatta sul tetto che scotta, Lyric Theatre di Londra (2001)